# Họa mi đất mày trắng
Pomatorhinus schisticeps là một loài chim trong họ Timaliidae.